# Rinnan Station
Rinnan Station (Rinnan stasjon) var en jernbanestation på Nordlandsbanen, der lå i Levanger kommune i Norge.
Stationen åbnede 1. november 1904, da banen blev forlænget fra Levanger til Verdal. Den blev nedgraderet til trinbræt 1. juni 1968. Betjeningen med persontog blev indstillet 7. januar 2001, og 1. juli 2003 blev stationen nedlagt.
Stationsbygningen blev opført til åbningen i 1904 efter tegninger af Paul Armin Due. Den er nu solgt fra.